# Шапошникова, Наталья Витальевна
Ната́лья Вита́льевна Ша́пошникова (24 июня 1961 года, Ростов-на-Дону, РСФСР, СССР) — советская спортсменка. Заслуженный мастер спорта СССР по спортивной гимнастике (1980).
Выступала за «Динамо» (Ростов-на-Дону).
2-кратная чемпионка Олимпийских игр 1980 в командном первенстве и опорном прыжке, 2-кратный бронзовый призёр Олимпийских игр 1980 в упражнении на бревне и вольных упражнениях.
Чемпионка мира 1978 в командных соревнованиях. Серебряный призёр чемпионата мира 1979 в командном первенстве. Бронзовый призёр чемпионата мира 1978 в многоборье.
В настоящее время живёт в США, где вместе с мужем и дочерью работает в школе «Gymnastika» в Вест Патерсоне, штат Нью-Джерси.

## Спортивные достижения[3]
| Год  | Турнир           | Вид программы      | Место | Очки  | Место (квалиф.) | Очки (квалиф.) |
| ---- | ---------------- | ------------------ | ----- | ----- | --------------- | -------------- |
| 1980 | Олимпийские игры | Бревно             | 3     | 19725 |                 |                |
| 1980 | Олимпийские игры | Вольные упражнения | 3     | 19825 |                 |                |
| 1980 | Олимпийские игры | Опорный прыжок     | 1     | 19725 |                 |                |
| 1978 | Чемпионат мира   | Многоборье         | 3     | 77875 |                 |                |
| 1978 | Кубок мира       | Многоборье         | 3     | 38400 |                 |                |
| 1978 | Кубок мира       | Бревно             | 2     | 19400 |                 |                |
| 1978 | Кубок мира       | Вольные упражнения | 2     | 19600 |                 |                |
| 1978 | Кубок мира       | Опорный прыжок     | 1     | 19550 |                 |                |
| 1977 | Кубок мира       | Многоборье         | 3     | 38200 |                 |                |
| 1977 | Кубок мира       | Опорный прыжок     | 1     | 19425 |                 |                |

- Чемпионка Европы 1979 в упражнении на бревне
- Серебряный призёр Чемпионата Европы 1979 в вольных упражнениях
- Бронзовый призёр чемпионата Европы 1979 в многоборье и в опорном прыжке
- Абсолютная чемпионка СССР 1979, чемпионка СССР 1977 в опорном прыжке, чемпионка СССР 1979 в упражнении на бревне
- Обладательница Кубка СССР 1977, 1979 в многоборье[4].
- Олимпийские игры — 1980. Золото — командное первенство.